# 宜嬪成氏
宜嬪成氏（韓語：의빈성씨，1753年農曆7月8日—1786年農曆9月14日），朝鮮正祖的後宮嬪御，父親為贈贊成成胤祐，母親為贈貞敬夫人林氏，外祖父為引儀林宗胄(引儀為通禮院底下的職位乃從六品)，本貫昌寧成氏。

## 姓名
黃胤錫的《頤齋亂藁》稱宜嬪成氏本名為成德任。

## 生平
成德任生於英祖二十九年七月八日，本為宮女出身，後為尚儀，正祖六年九月七日（1782年）生下文孝世子李後晉為昭容，正祖七年被冊封為宜嬪，隔年 (1784年) 又誕下一名翁主，然而不久後就夭折。雖然成氏生了两个孩子，可惜都未能活到成年，文孝世子也僅6歲（實際）就不幸夭折。
文孝世子於正祖十年五月（1786年）夭折後，王室將希望寄託在當時已有身孕的宜嬪成氏身上，然而四個月後宜嬪成氏竟於九月十四日辭世，得年36歲，不知是否因為喪子過於悲傷的緣故，但是亦有人懷疑她的死因不單純。宜嬪死後與兒子同葬孝昌園（今孝昌公園）。

## 影視作品

### 電視劇中宜嬪成氏扮演者
| 劇名           | 角色   | 演員                      | 電視台 | 年份   | 台灣配音 |
| 《李祘》       | 成松淵 | 成年：韓志旼 幼年：李寒娜 | MBC    | 2007年 | 魏晶琦   |
| 《衣袖紅鑲邊》 | 成德任 | 成年：李世榮 幼年：李蔎娥 | MBC    | 2021年 | 傅其慧   |